# 坎塔班吉
坎塔班吉（Kantabanji），是印度奥里萨邦Balangir县的一个城镇。总人口20090（2001年）。

## 人口
该地2001年总人口20090人，其中男性10460人，女性9630人；0—6岁人口2534人，其中男1330人，女1204人；识字率65.58%，其中男性为74.13%，女性为56.30%。